# Cristoforo Foppa

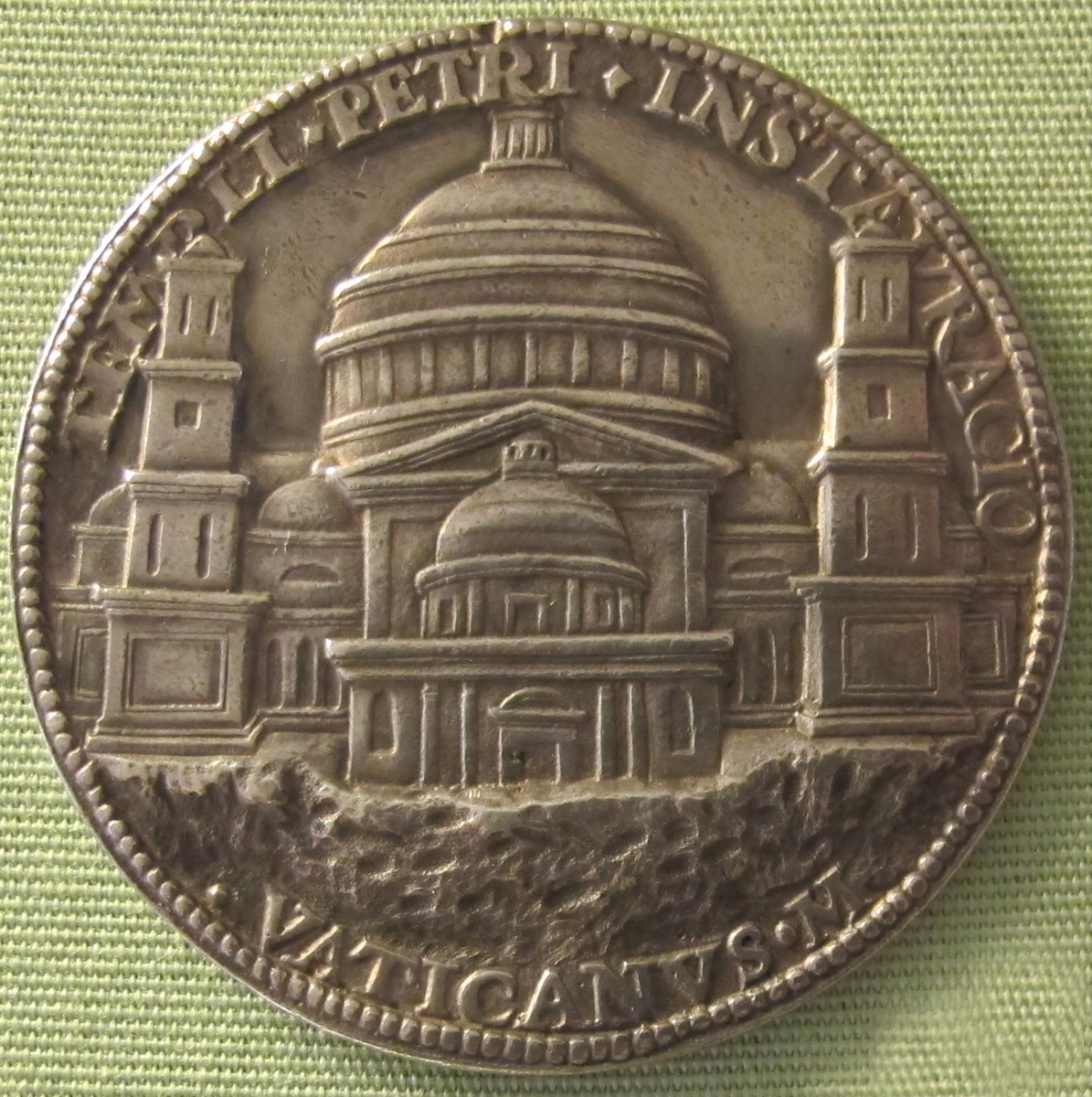
Medalha de 1506, cuja gravura representa a Basílica de São Pedro.

Cristoforo di Giovanni Matteo Foppa (também conhecido por Caradosso ou ainda Ambrogio Foppa (1445 — 1527) foi um ourives, escultor e gravurista italiano, que serviu Ludovico Sforza (1452-1508), Duque de Milão.